# Francesco Vincenzi
Pour les articles homonymes, voir Vincenzi.
Francesco Vincenzi est un footballeur italien né le 30 septembre 1956 à Bagnolo Mella. Il évoluait au poste d'attaquant.

## Biographie
Francesco Vincenzi évolue dans de nombreux clubs italiens durant sa carrière.
Il est notamment joueur de l'AS Roma lors de la saison 1983-1984.
Lors de la campagne de Coupe des clubs champions en 1983-84, il joue deux matchs, il inscrit un but lors du premier tour contre l'IFK Göteborg. Il reste sur le banc lors de la finale perdue contre Liverpool.
Il remporte la Coupe d'Italie en 1984.
Le bilan de la carrière de Vicenzi en championnat s'élève à 108 matchs disputés pour 14 buts inscrits en première division italienne. En compétitions européennes, il dispute deux matchs pour un but inscrit en Coupe des clubs champions et sept matchs pour un but en Coupe UEFA.
Le 15 octobre 1978, il se met en évidence avec le Bologne FC, en étant l'auteur d'un doublé en Serie A, lors de la réception du Lanerossi Vicenza (victoire 5-2).

## Palmarès
AS Roma
- Coupe d'Italie (1) :
  - Vainqueur : 1983-84.